# John O'Brien (guionista)
John O'Brien (Oxford, 21 de mayo de 1960-Los Ángeles, 10 de abril de 1994) fue un escritor estadounidense. Su primera novela, Leaving Las Vegas, fue publicada en 1990 por Watermark Press y llevada al cine en 1995.

## Biografía
Nació en Oxford, Ohio. Sus padres —Bill, diseñador industrial, y Judy, una okupa— fueron ambos estudiantes de la Universidad de Miami. Tuvo una hermana, la escritora Erin O’Brien. Estudió en el colegio público de Lakeside, un barrio pudiente, y destacó por ser un voraz lector, predilecto de la filatelia, la fotografía y la astronomía. Creció en Brecksville y Lakewood (Ohio) y se graduó en la escuela Lakewood en 1978. Un año más tarde se casó con Lisa Kirkwood y se trasladaron a Los Ángeles (California) en 1982. Su novela Leaving Las Vegas está dedicada a ella, mientras que él se suicidó de un disparo en la cabeza meses antes de que se estrenara la película homónima.